# Oberthurnberg
Oberthurnberg ist eine Rotte auf 600 m ü. A. in der Gemeinde Puch bei Hallein im Tennengau. Zwischen ihr und dem Hauptort Puch liegt entlang der ins Ortszentrum führenden Vollererhofstraße außerdem die Häuseransammlung Vorderthurnberg.